# Šećerni štapići
Šećerni štapić je bombona u obliku štapića koja se često povezuje sa božićno-novogodišnjim praznicima i Danom Svetog Nikole. Tradicionalno je bele boje sa crvenim prugama i aromatizovana peperminota, ali neretke su varijante u drugim bojama i ukusima. 

## Istorija
Prvi pisani trag o šećernim štapićima datira iz 1837. godine iz zapisa sa Izložbe dobrotvornog mehaničkog udruženja (енгл. Massachusetts Charitable Mechanic Association). Recept za ravne štapićaste bombone od mente, bele boje sa crvenim prugama, objavljen je 1844. godine. Slatkiš se pominje i u literaturi iz 1866. godine,  ali bez mnogo opisa izgleda i ukusa. Mesečnik The Nursery je 1874. godine objavio članak povezivajući ove štapiće sa proslavom Božića, a časopis Babyland je 1882. pomenuo upotrebu šećernih štapića kao ukrase na božićnom drvetu.

## Hrišćansko poreklo
Godine 1670, horovođa u Kelnskoj katedrali želeo je da otkloni buku koju su deca stvarala tokom tradicije živih jaslica na Badnjoj večeri. Zatražio je od lokalnog proizvođača slatkiša da napravi nekakav duguljast slatkiš koji će poklanjati deci. Da bi opravdao praksu davanja slatkiša deci tokom bogoslužunja, zatražio je da se štapići oblikuju tako da na vrhu imaju kuku, što bi decu asociralo na pastirski štap i pastire koji su došli da posete bebu Isusa. Takođe, zatraženo je da slatkiš bude bele boje kako bi asocirao na bezgrešnost Isusovog života. Vremenom se proizvodnja i konzumiranje slatkiša proširila u druge delove Evrope, gde su se najčešće darivali tokom rekonstrukcije Rađanja. Time je šećerni štapić postao poznati božićni i novogodišnji slatkiš.

## Proizvodnja
Kao i kod drugih slatkiša iz tog perioda, prvobitna proizvodnja je bila ručne izrade. Konditorski proizvođač Bunte Brothers iz Čikaga, prvi su patentirali mašinu za proizvodnju bombona, početkom 1920-ih godina. Godine 1919. u gradu Olbani u saveznoj američkoj državi Džordžiji, Robert Mek Kormak je počeo proizvodnju božićnih štapića za lokalne kupce. Sredinom veka, njegova kompanija postala je jedna od vodećih svetskih proizvođača bombona. U početku, proizvodnja šećernih štapića je bila ograničena jer je radna snaga morala ručno da savija vrhove štapića koji su silazili sa trake, kako bi se dobio karakteristični oblik. Ovakva proizvodnja imala je preko 20% škarta, odnosno, preko 20% štapića je prilikom savijanja pucalo. Godine 1957, rimokatolički sveštenik koji je letnju pauzu koristio za rad u kućnoj radionici slatkiša, patentirao je svoj izum koji je automatizovao uvijanje bombona i njihovo rezanje.

## Upotreba tokom Dana Svetog Nikole
Na proslavi Dana Svetog Nikole, običaj je da se deci daruje šećerni štapić koji prestavlja žezal hrišćanskog biskopa, Svetog Nikolu. Žezal aludira na Dobrog pastira.

## Druga upotreba
Iako se šećerni štapić povezuje za proslavu novogodišnjih i božićnih praznika, neretno se njegova prodaja može sresti i van ovih praznika.

## U popularnoj kulturi
Američki rok bend The White Stripes izdao je 2002. godine izdao pesmu pod nazivom Candy Cane Children. Njihova pesma Icky Thump iz 2007. takođe pominje slatkiš.

## Spoljašnje veze
- Речничка дефиниција за šećerni štapići на Викиречнику